# Traneberg

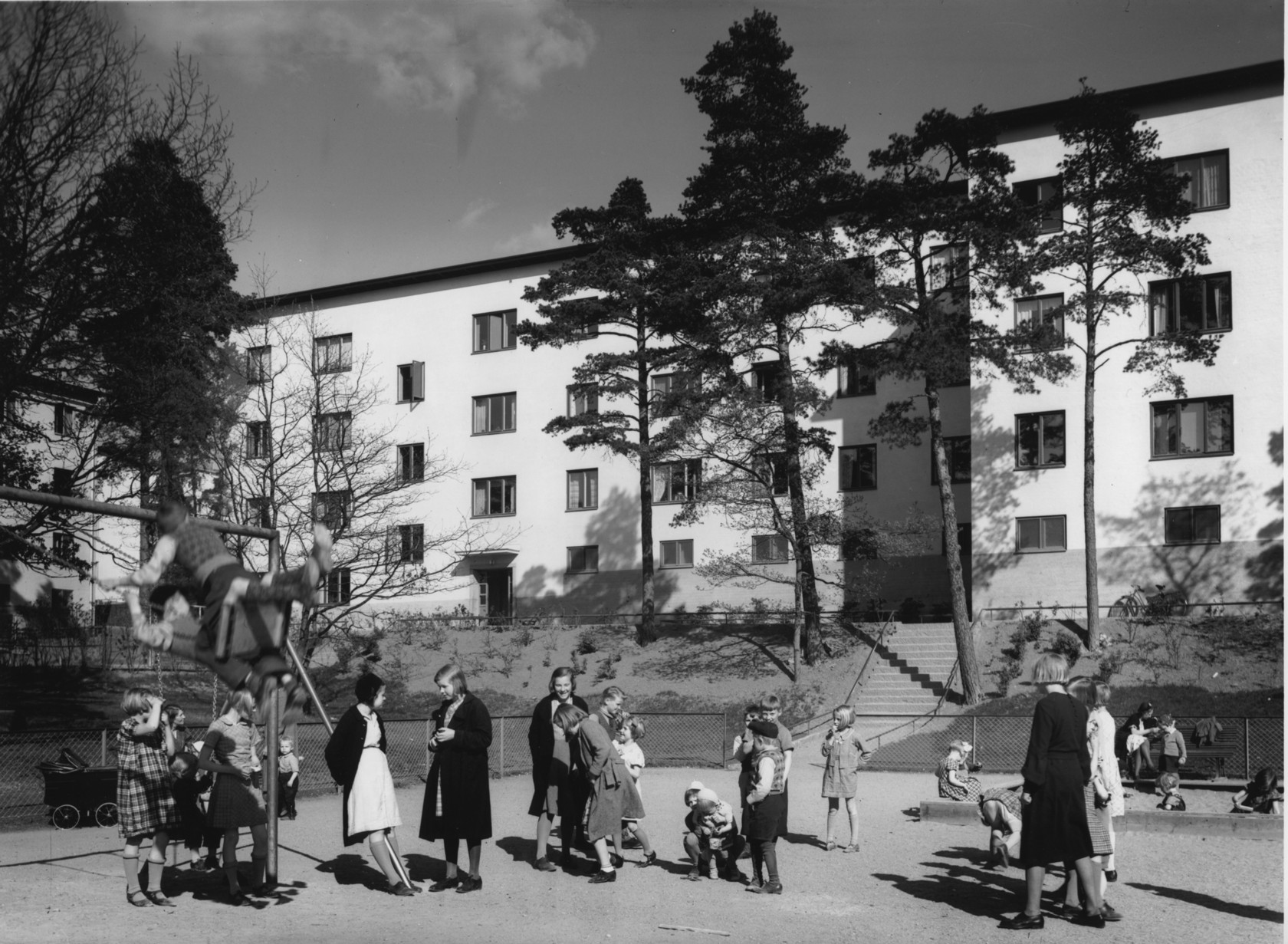
La rue Högklintsvägen dans les années 1930.

Traneberg est un quartier de la proche banlieue ouest de Stockholm en Suède. Il est situé dans le district de Bromma, et sa population est d'environ 6 800 habitants.

## Histoire
Le quartier faisait autrefois partie du domaine du château d'Ulvsunda. On y trouvait au XVIIIe siècle une auberge appelée Traneberg, du nom de son propriétaire Bengt Trana. L'auberge a été démolie en 1937, lors de la création de la rue Svartviksvägen. C'est cet établissement qui a selon toute vraisemblance donné son nom aux environs. On trouve à Traneberg deux anciens manoirs, le manoir de Traneberg, qui doit son aspect actuel à des travaux de rénovation du début du XIXe siècle, et le manoir de Johannelund, construit à la fin du XVIIIe siècle.

## Construction

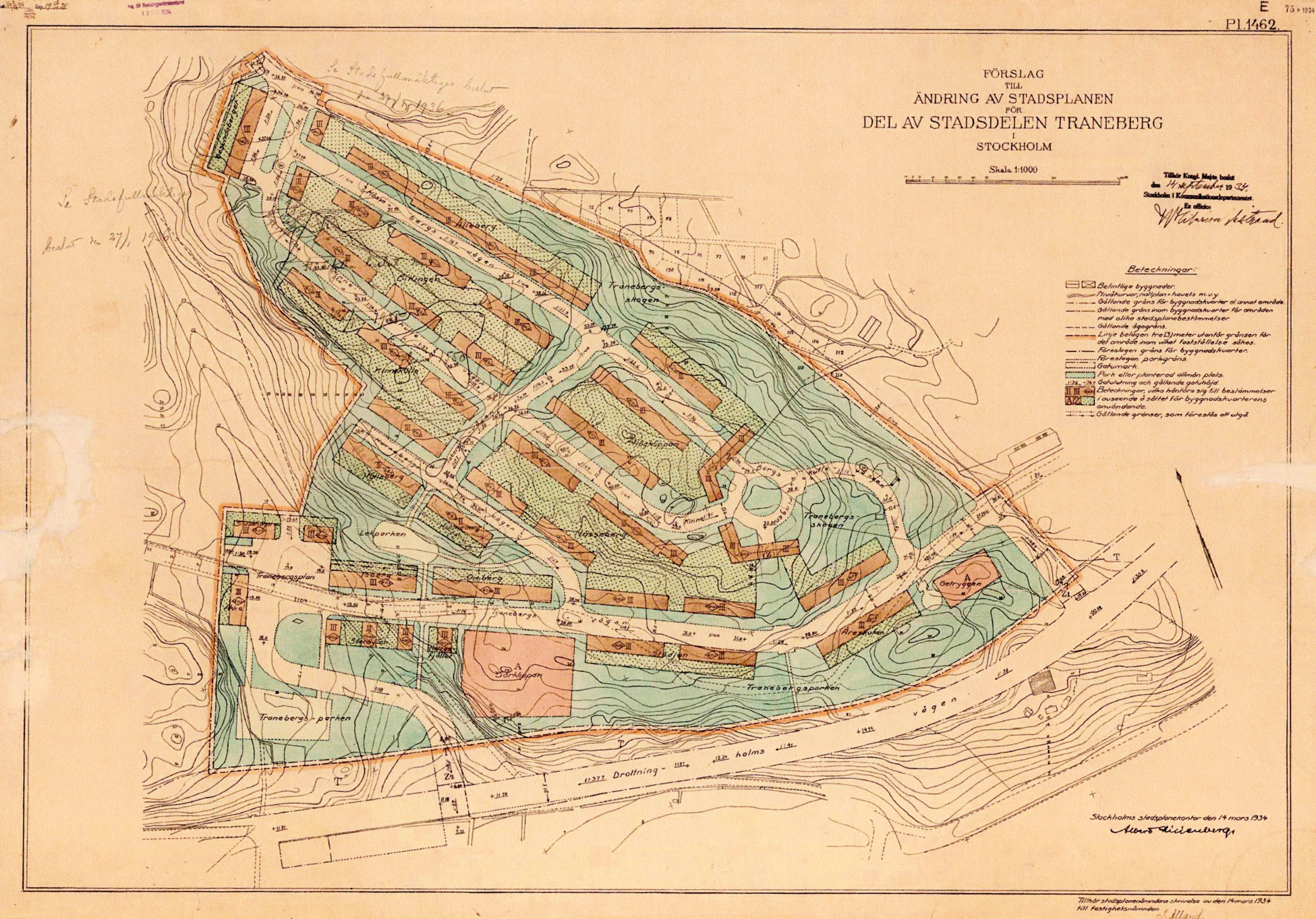
Le projet d'aménagement en 1934.

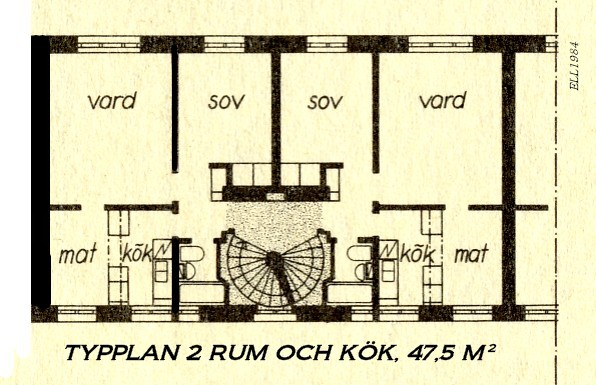
Appartements de deux pièces de 47.5 m2.

Les terrains sont acquis par la ville de Stockholm en 1904, et le quartier est construit entre 1934 et 1940. Entretemps, on y a construit le stade de Traneberg, qui est loué notamment au club de football de Djurgården pour certains de ses matchs à domicile, et qui accueille en 1912 trois rencontres des Jeux olympiques d'été. En 1935, le contrat de location prend fin, les gradins sont démolis et les travaux de construction des immeubles commencent. Le club de Djurgården s'installe définitivement au stade olympique, après avoir pendant des années alterné les rencontres dans les deux enceintes.
Le projet d'aménagement du quartier de Traneberg est signé de Thure Bergentz, architecte auprès du bureau de développement urbain, qui puise son inspiration dans l'utopie urbaine fonctionnaliste.
Les bases d'un tel plan de construction sont présentées lors de l'exposition de Stockholm en 1930. On s'inspire notamment de réalisations urbaines récentes en Allemagne. Un premier projet, incluant le centre et le sud du quartier, est approuvé en 1932. Le reste est planifié dans les années 1934 à 1937.
Axel Dahlberg, directeur de la construction urbaine de Stockholm entre 1933 et 1945, est considéré comme un élément moteur du projet.
Traneberg est, avec Hammarbyhöjden, l'un des premiers exemples de barnrikehus (logements pour familles nombreuses) construits à Stockholm. Il s'agit de logements encadrés par une législation spécifique, dont les loyers, via des subventions de l'état, sont dégressifs en fonction du nombre d'enfants qui y habitent. À partir de 1935, la politique du logement en Suède est en effet marquée par un effort particulier en direction des familles nombreuses à faibles revenus. Ceci vient en réponse au livre Kris i befolkningsfrågan (Crise démographique) d'Alva et Gunnar Myrdal (tous deux futurs lauréats du prix Nobel). Paru en 1934, cet ouvrage propose entre autres la construction de logements de meilleure qualité.
Les bâtiments construits dans ce contexte sont de petits immeubles de neuf à dix mètres de large, sur deux étages, avec deux appartements sur chaque palier. Les logements sont conçus en conformité avec la législation, et sont pour l'essentiel des deux pièces. D'une superficie comprise entre 45 et 50 m2, ils seraient aujourd'hui considérés comme petits, mais ils sont confortables pour l'époque. Tous les appartements disposent du chauffage central, d'une salle de bain, de toilettes, de l'eau chaude et froide, d'une cuisine équipée et d'un balcon. De larges fenêtres laissent entrer la lumière et l'air frais, les cages d'escalier sont équipées de vide-ordures et on crée des aires de jeux et des espaces verts à l'extérieur.

## Traneberg aujourd'hui
Au cours des années 1980, le quartier a été rénové et modernisé, grâce une nouvelle fois à des subventions de l'état. Les appartements sont alors considérés comme trop petits, et les cuisines en particulier sont vétustes. On abat des cloisons pour former des surfaces plus grandes, et cuisines et salles de bain sont refaites au goût du jour. Certains immeubles sont aussi équipés d'ascenseurs. Au début des années 1990, un nouveau lotissement appelé Tranebergs strand est construit au sud de l'axe routier Drottningholmsvägen. Ce nouveau lotissement relie Traneberg avec les quartiers d'Alvik et d'Alviks strand, plus loin sur les berges du lac Mälar.
C'est à Traneberg qu'est située la station de métro Alvik ainsi que le terminus des lignes de tramway Nockebybanan et Tvärbanan.

## Galerie

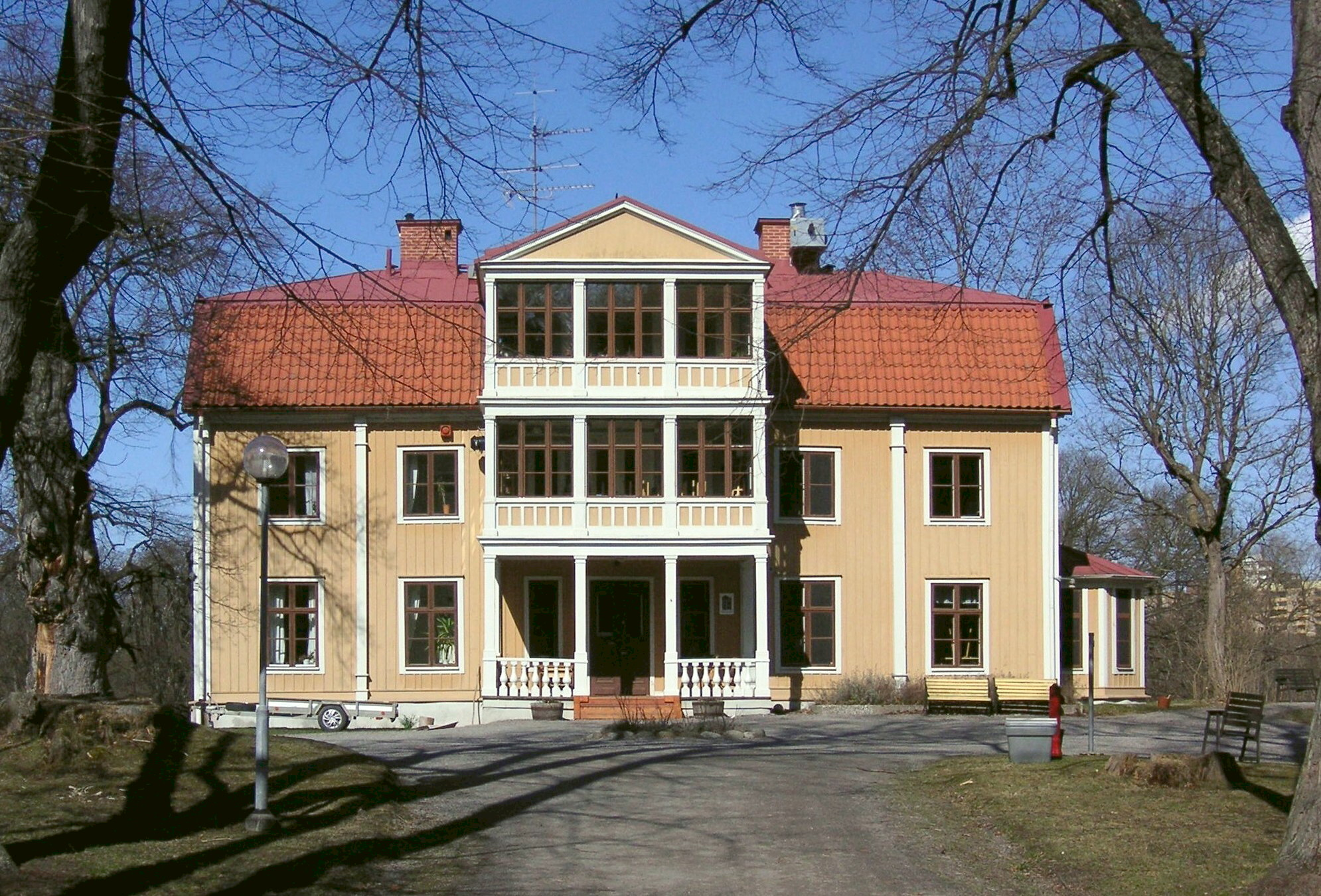
Le manoir de Johannelund.
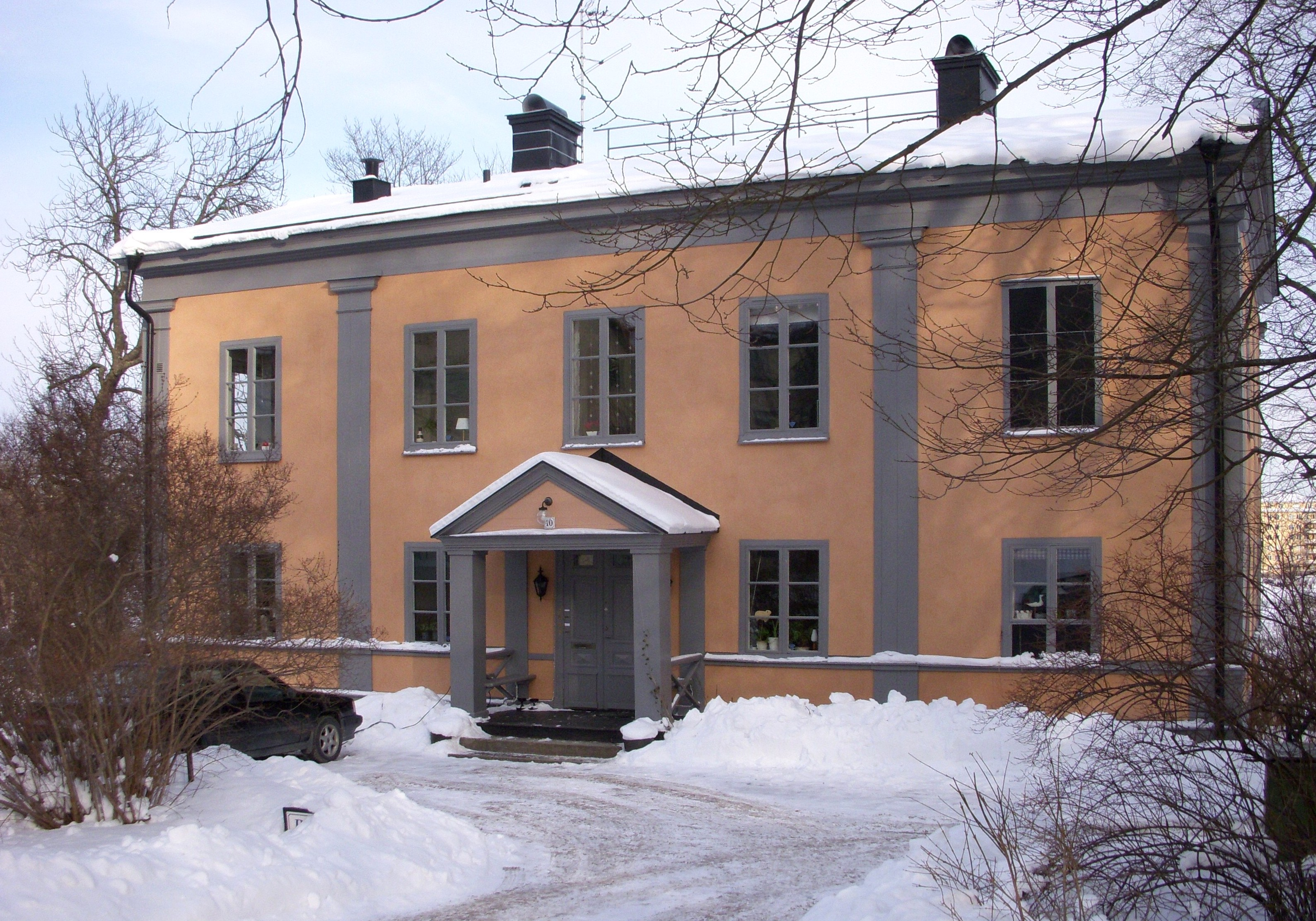
Le manoir de Traneberg.
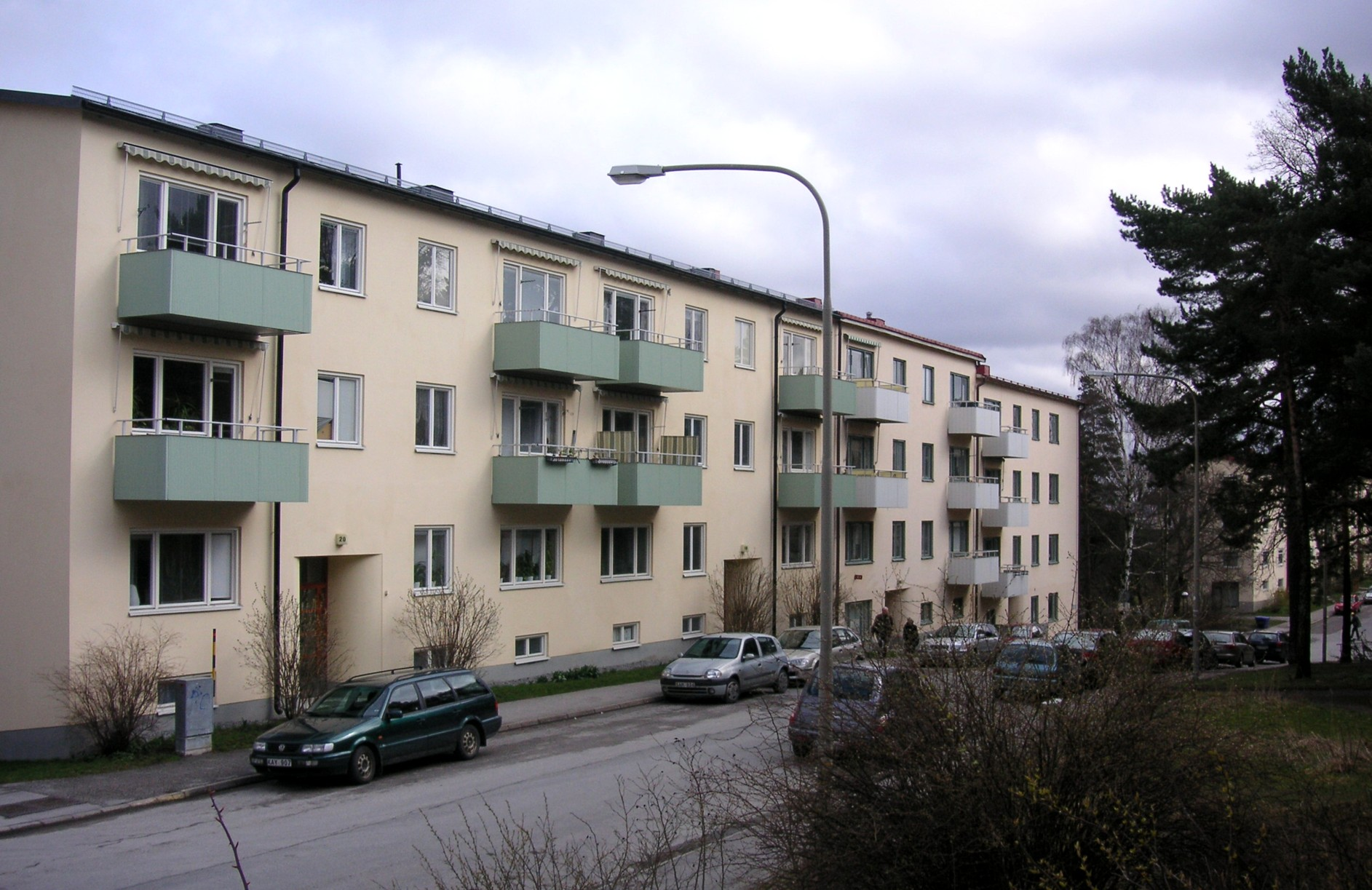
La rue Mössebergsvägen.
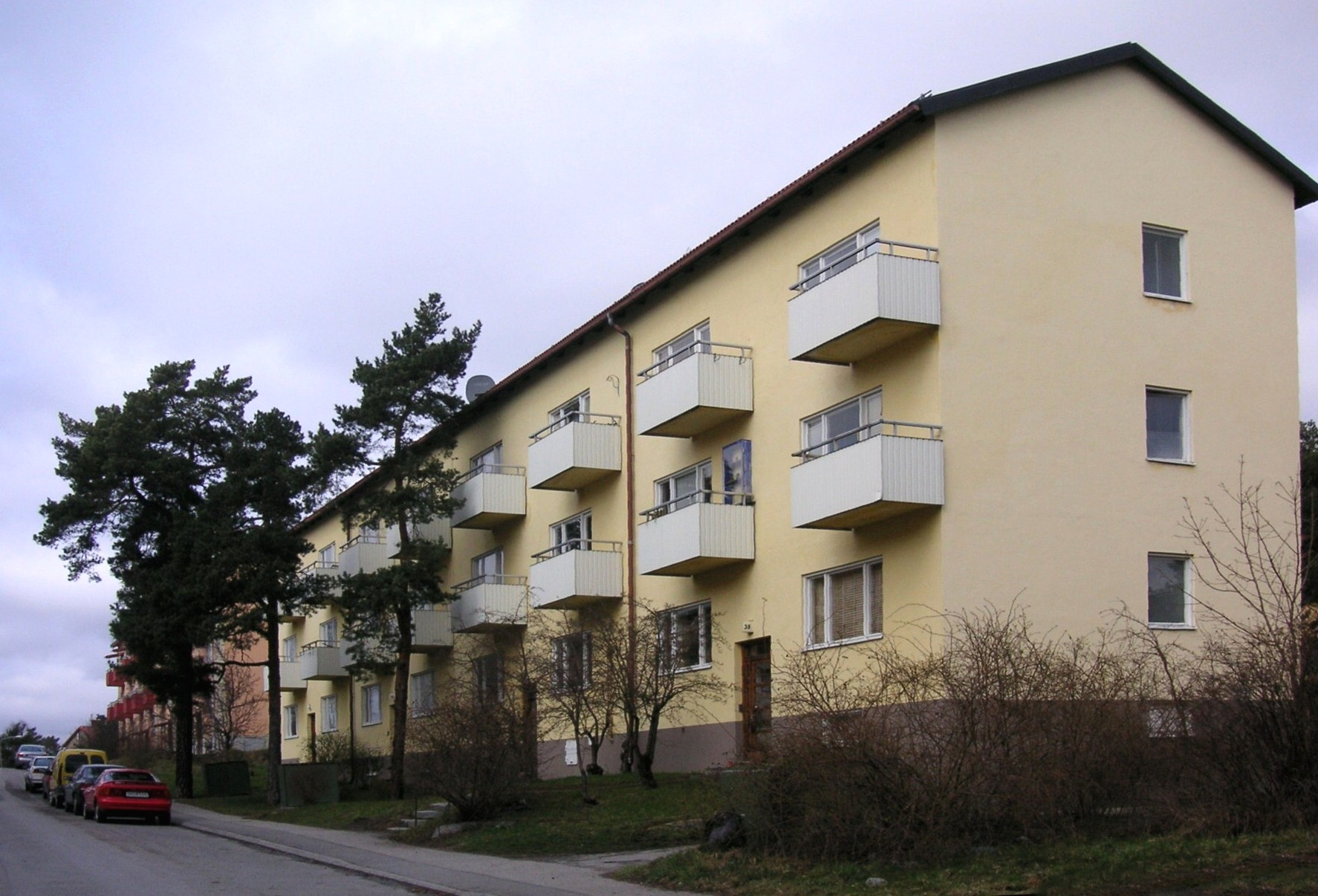
La rue Kinnekullevägen.